# Гравці (опера)
«Гравці» (рос. «Игроки́») — незакінчена опера російського композитора Дмитра Шостаковича за однойменною одноактною комедією Миколи Гоголя.

## Історія створення
Шостакович працював над оперою протягом року, з грудня 1941 по листопад 1942 рр. Оскільки лібрето дослівно копіювало текст комедії, опера обіцяла стати вельми протяжною. Усвідомивши це, Шостакович відмовився від її продовження та ніколи не повертався до цієї роботи. Матеріал, що залишився був виконаний у концертній версії Симфонічним оркестром Ленінградської філармонії під керуванням Геннадія Рождественського 18 вересня 1978 року. Заради закінченого вигляду Рождественський додав кілька тактів останньої сцени у варіанті Шостаковича, а також додав невелику сцену, що повторює в скороченому вигляді одну з більш ранніх сцен.

## Дійові особи
| Дійові особи              | Голос   | Виконавці на концерті 18 вересня 1978 (Диригент Геннадій Рождественський) |
| ------------------------- | ------- | ------------------------------------------------------------------------- |
| Олексій, слуга            | бас     | Володимир Рибасенко                                                       |
| Іхарєв, гравець           | тенор   | Борис Тархов                                                              |
| Гаврюшка, його слуга      | бас     | Валерій Білих                                                             |
| Кругель, полковник        | тенор   | Микола Курп                                                               |
| Петро Петрович Швохнєв    | бас     | Ашот Саркісов                                                             |
| Степан Іванович Утішливий | баритон | Ярослав Радівонік                                                         |

## Сюжет
У трактир прибуває картковий гравець Іхарєв. Він дізнається від трактирного слуги Олексія, що крім нього в трактирі ще три постояльця, які теж грають в карти, причому нещодавно обіграли кількох людей на великі суми. Іхарєв задумує обіграти їх і відправляється в загальну залу, щоб оцінити супротивників. Тим часом двоє з них, Швохнєв та Кругель, прокрадається в його кімнату та випитують у Гаврюшки, слуги Іхарева, що він нещодавно виграв вісімдесят тисяч. Швохнєв та Кругель підозрюють, що Іхарєв шулер, але все ж вирішують спробувати обіграти його. Залишившись один, Гаврюшка міркує, як добре жити панам. Повернувшись, Іхарєв підкуповує Олексія та вручає йому краплену колоду. Незабаром постояльці роблять візит Іхарева. Поговоривши про важливість відвертості у спілкуванні, про борг людини перед суспільством, про сир, панове вирішують зіграти в карти. Іхарєв робить розпорядження, і Олексій приносить колоду. Під час гри Швохнєв, Кругель та Утішливий переконуються в шулерських майстерності Іхарева. Тоді вони визнаються у всьому та пропонують Іхарева об'єднатися для взаємної вигоди. Іхарєв погоджується. Після цього гравці обмінюються кількома історіями на шулерську тематику. В оригінальному варіанті опера закінчується історією Утішливого про поміщика Дергунова (відповідає восьмому явищу в тексті комедії). У варіанті Рождественського за історією Утішливого слідує повторення монологу Гаврюшки у скороченому вигляді. Монолог Гаврюшки акомпанує басовою балалайкою соло (на концерті 18 вересня 1978 року партію басової балалайки виконував Валерій Судак).